# Tartiers
 Tartiers  là một xã ở tỉnh Aisne, vùng Hauts-de-France thuộc miền bắc nước Pháp.